# Diócesis de Pelplin
La diócesis de Pelplin (en latín: Dioecesis Pelplinensis y en polaco: Diecezja pelplińska) es una circunscripción eclesiástica de la Iglesia católica en Polonia. Se trata de una diócesis latina, sufragánea de la arquidiócesis de Gdansk. Desde el 27 de octubre de 2012 su obispo es Ryszard Kasyna.

## Territorio y organización

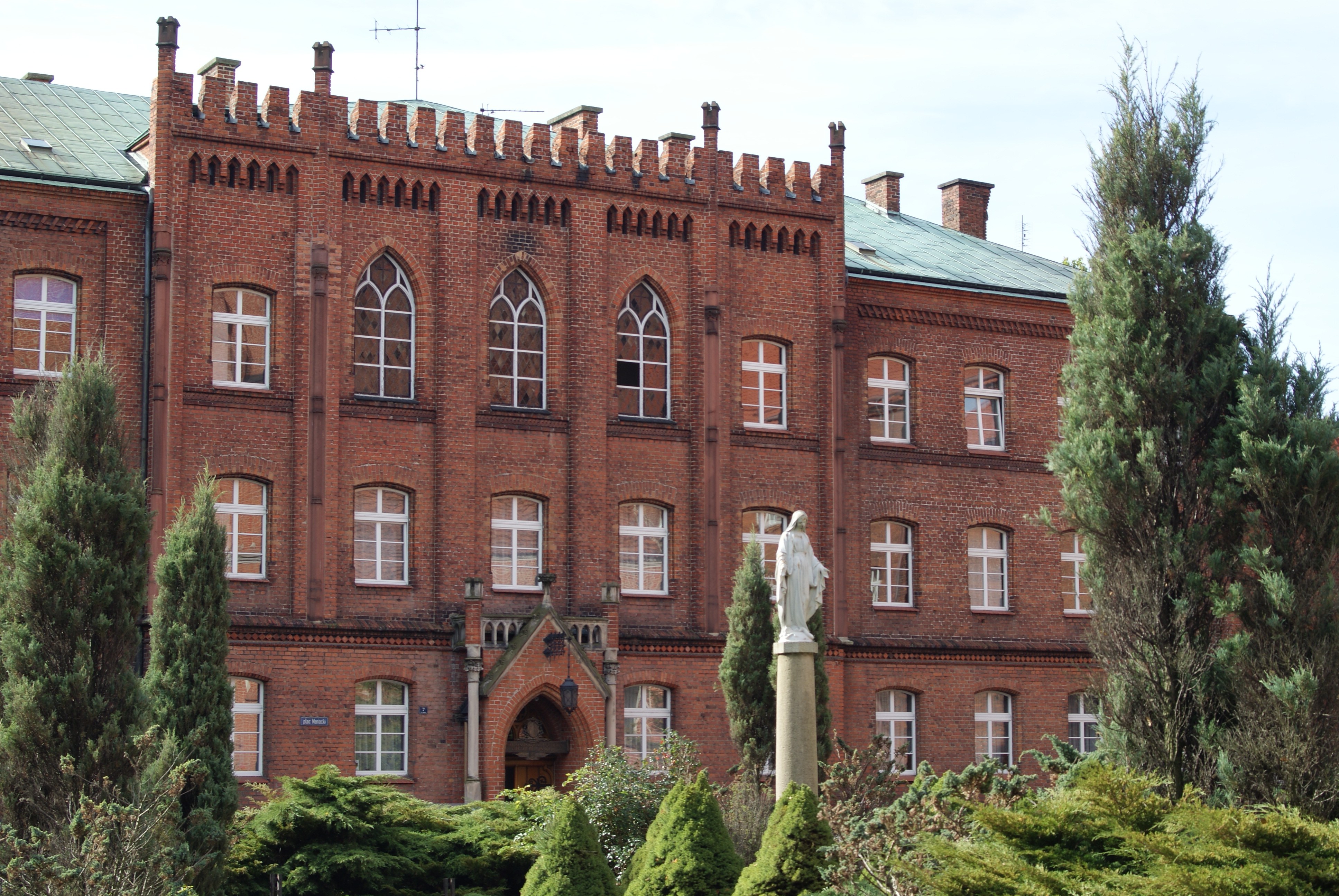
Seminario diocesano de Pelplin

La diócesis tiene 31 500 km² y extiende su jurisdicción sobre los fieles católicos de rito latino residentes en la parte del voivodato de Pomerania al oeste del río Vístula, excepto la costa este del mar Báltico, que pertenece a la arquidiócesis de Gdansk.

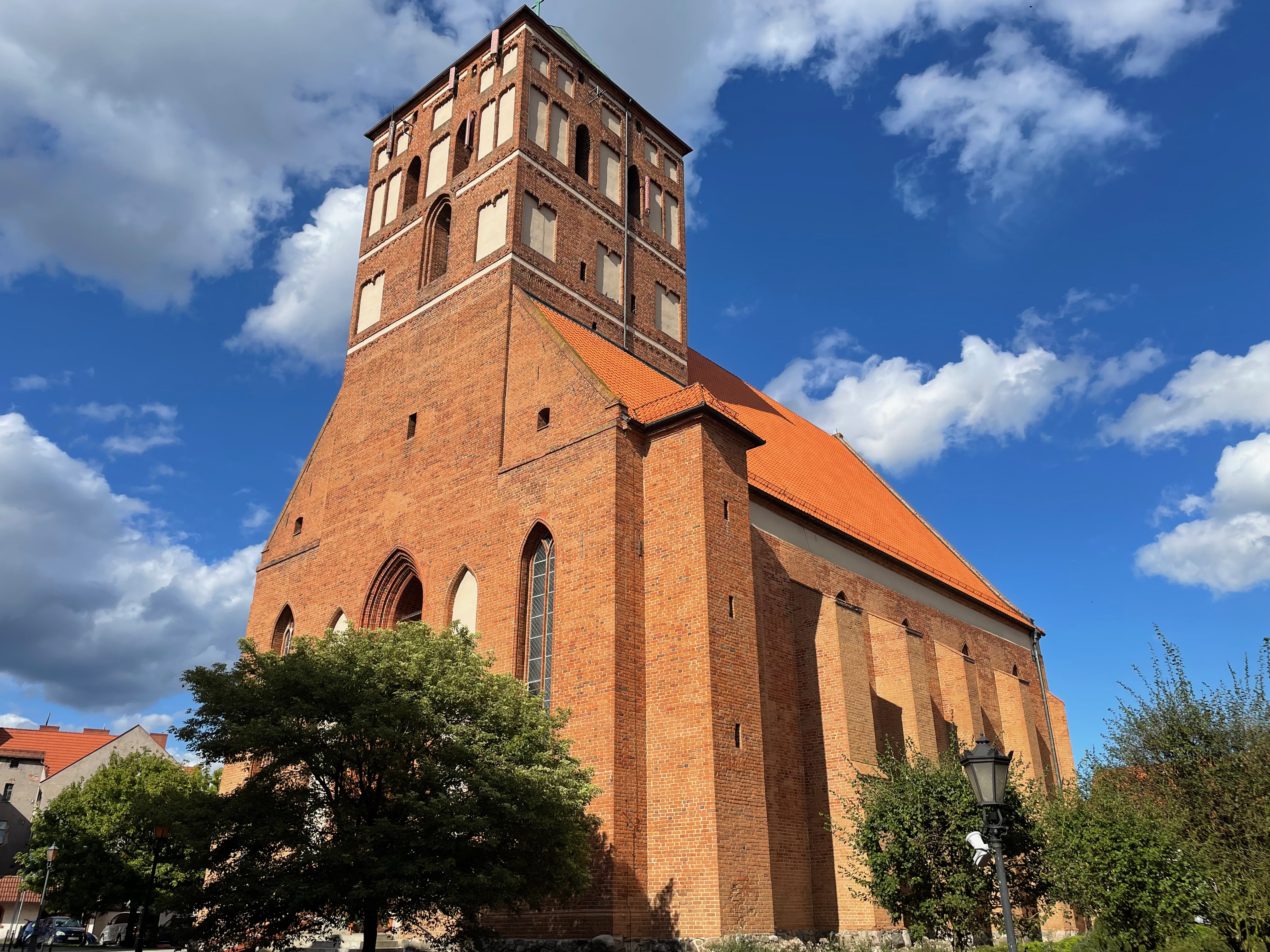
Basílica de la Decapitación de San Juan Bautista, en Chojnice

La sede de la diócesis se encuentra en la ciudad de Pelplin, en donde se halla la Catedral basílica de la Asunción de la Virgen María. En Chojnice se halla la basílica de la Decapitación de San Juan Bautista y en Koronowo la basílica colegiata de la Asunción de la Bienaventurada Virgen María. En el territorio de la diócesis existen otras 2 iglesias colegiatas: la de los Santos Apóstoles Pedro y Pablo, en Kamień Krajeński; y la de la Asunción de la Bienaventurada Virgen María, en Kartuzy.

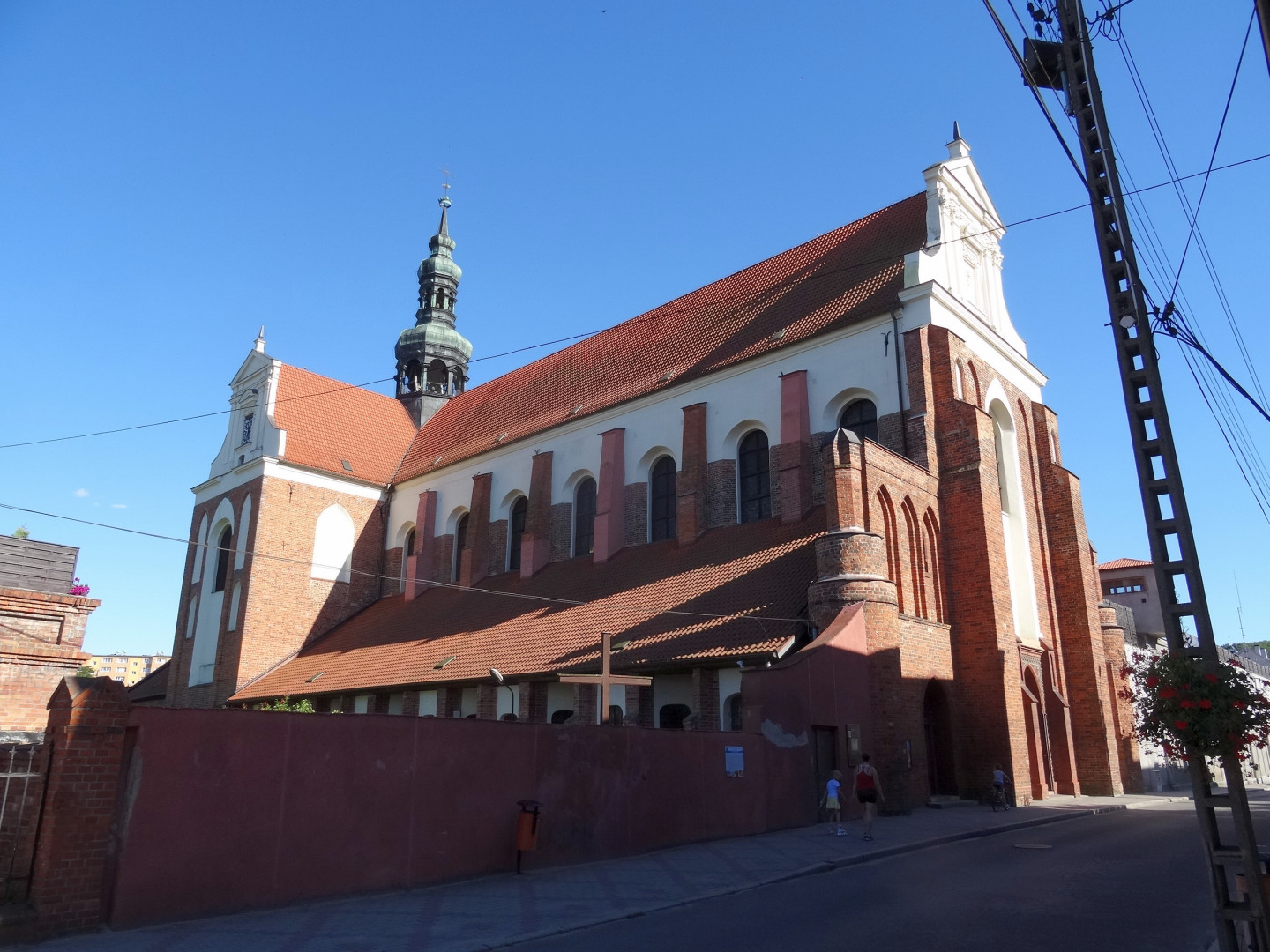
Basílica de la Asunción de la Bienaventurada Virgen María, en Koronowo

En 2023 en la diócesis existían 290 parroquias agrupadas en 30 decanatos.

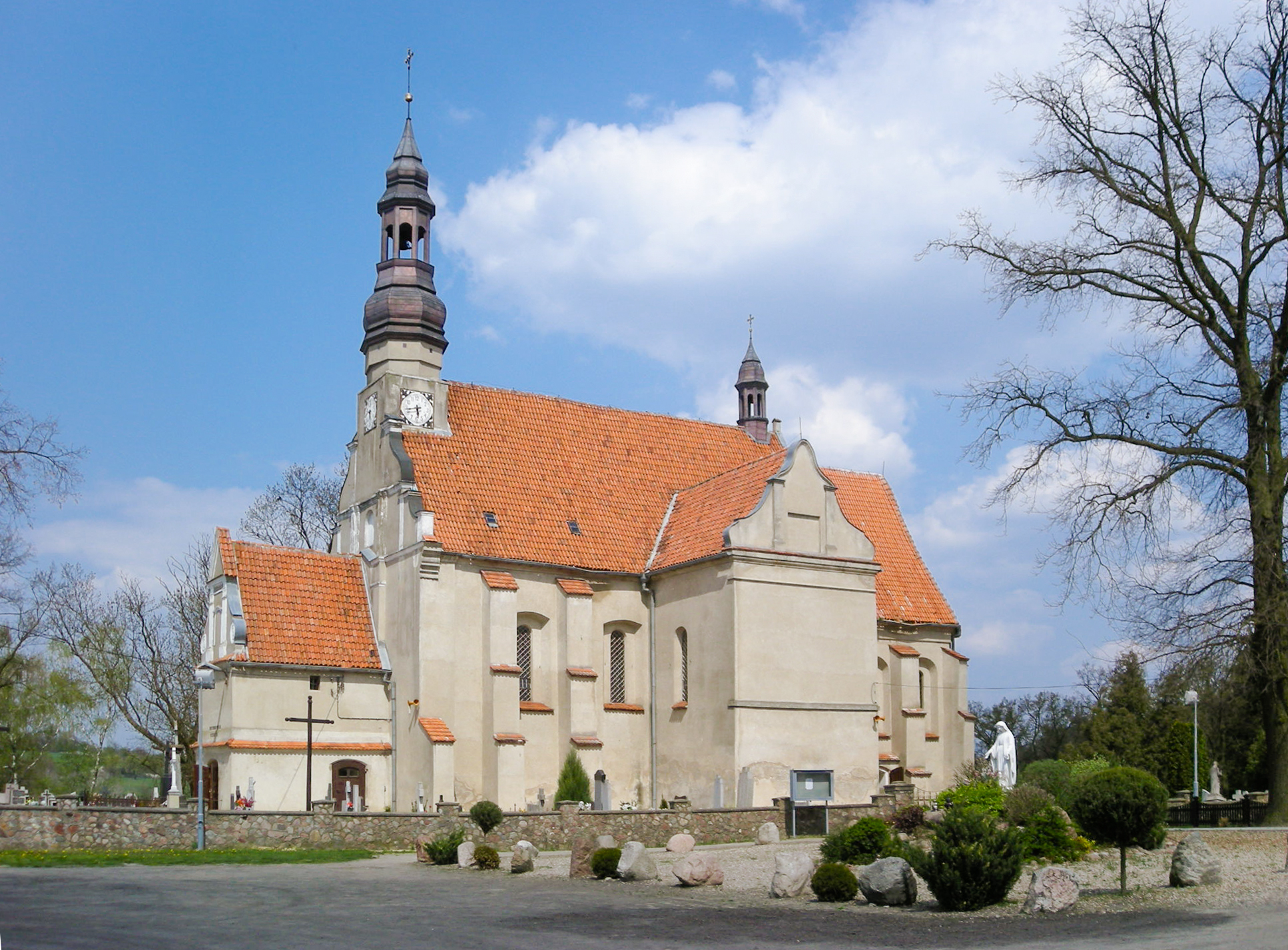
Santuario de Nuestra Señora Reina, en Krajna

## Historia

### Diócesis de Chełmno
Los orígenes de la diócesis de Chełmno (Culm o Kulm en alemán) son inciertos. Según la historiografía tradicional alemana fue erigida el 29 de julio de 1243 mediante la bula His quae per dilectos filios del papa Inocencio IV. Fue una de las cuatro diócesis fundadas por el legado papal Guillermo de Módena en el Estado monástico de los Caballeros Teutónicos junto con las diócesis de Varmia, Sambia y Pomesania.

### Diócesis de Pelplin
Mediante la bula Totus tuus Poloniae populus del 25 de marzo de 1992 el papa Juan Pablo II reorganizó completamente las circunscripciones eclesiásticas polacas, tras la caída del régimen comunista. La diócesis de Chełmno cambió su nombre a diócesis de Pelplin y pasó a formar parte de la nueva provincia eclesiástica de la arquidiócesis de Gdansk. Desde el punto de vista territorial, la diócesis experimentó cambios significativos: adquirió grandes porciones de territorio de la diócesis de Koszalin-Kołobrzeg y de la arquidiócesis de Gniezno; al mismo tiempo, cedió toda la parte norte a la arquidiócesis de Gdansk y todos los territorios de la margen derecha del Vístula para la erección de las nuevas diócesis de Toruń y Elbląg. A raíz de estos cambios, la diócesis actual, ubicada completamente en la margen izquierda del Vístula, ya no corresponde a la antigua diócesis medieval de Chełmno, que en cambio estaba ubicada completamente en la margen derecha del río Vístula (que corresponde aproximadamente a la diócesis actual de Toruń). Sin embargo, la bula dice que el antiguo nombre la diócesis de Pelplin era Culm.

Cathedrali Ecclesiae Pelplinensi (vetere nomine Culmensi appellatae), Exc.mum P. D. Ioannem Bernardum Szlaga, hactenus Episcopum titularem Masculitanum et Auxiliarem Culmensem.

El 7 de octubre de 1993, con la carta apostólica Notae sunt, el papa Juan Pablo II confirmó al diácono y mártir san Lorenzo, como patrono principal de la diócesis, y san Bernardo, abad, patrono secundario.
El 24 de febrero de 2004 cedió una parte adicional de su territorio para la erección de la diócesis de Bydgoszcz mediante la bula Dilectorum Polonorum del papa Juan Pablo II.

## Estadísticas
Según el Anuario Pontificio 2024 la diócesis tenía a fines de 2023 un total de 731 415 fieles bautizados.
| Año                                                                             | Población            | Población | Población      | Sacerdotes | Sacerdotes    | Sacerdotes    | Bautizados por sacerdote | Diáconos permanentes | Religiosos | Religiosos | Parroquias |
| Año                                                                             | Bautizados católicos | Total     | % de católicos | Total      | Clero secular | Clero regular | Bautizados por sacerdote | Diáconos permanentes | Varones    | Mujeres    | Parroquias |
| ------------------------------------------------------------------------------- | -------------------- | --------- | -------------- | ---------- | ------------- | ------------- | ------------------------ | -------------------- | ---------- | ---------- | ---------- |
| 1999                                                                            | 802 038              | 850 186   | 94.3           | 537        | 459           | 78            | 1493                     |                      | 82         | 340        | 295        |
| 2000                                                                            | 802 000              | 850 370   | 94.3           | 555        | 475           | 80            | 1445                     |                      | 84         | 330        | 298        |
| 2001                                                                            | 802 000              | 850 000   | 94.4           | 550        | 475           | 75            | 1458                     |                      | 80         | 320        | 299        |
| 2002                                                                            | 802 000              | 850 000   | 94.4           | 557        | 479           | 78            | 1439                     |                      | 81         | 316        | 300        |
| 2003                                                                            | 802 000              | 850 000   | 94.4           | 556        | 479           | 77            | 1442                     |                      | 80         | 310        | 301        |
| 2004                                                                            | 802 000              | 850 000   | 94.4           | 553        | 483           | 70            | 1450                     |                      | 73         | 317        | 301        |
| 2013                                                                            | 732 000              | 732 000   | 100.0          | 577        | 497           | 80            | 1268                     | 1                    | 89         | 203        | 289        |
| 2016                                                                            | 725 000              | 775 000   | 93.5           | 617        | 528           | 89            | 1175                     | 1                    | 93         | 184        | 290        |
| 2019                                                                            | 719 600              | 776 400   | 92.7           | 614        | 524           | 90            | 1171                     | 1                    | 105        | 153        | 290        |
| 2021                                                                            | 728 000              | 785 520   | 92.7           | 609        | 520           | 89            | 1195                     | 1                    | 104        | 148        | 290        |
| 2023                                                                            | 731 415              | 789 230   | 92.7           | 618        | 523           | 95            | 1183                     | 1                    | 110        | 137        | 290        |
| Fuente: Catholic-Hierarchy, que a su vez toma los datos del Anuario Pontificio. |                      |           |                |            |               |               |                          |                      |            |            |            |

## Episcopologio
- Jan Bernard Szlaga † (25 de marzo de 1992-25 de abril de 2012 falleció)
- Ryszard Kasyna, desde el 27 de octubre de 2012